# Chiloscyphus rotundifolius
Chiloscyphus rotundifolius là một loài Rêu trong họ Lophocoleaceae. Loài này được Mitt. mô tả khoa học đầu tiên năm 1884.